# جايسون بيل (مصور)
جايسون بيل (بالإنجليزية: Jason Bell)‏ هو مصور بريطاني، ولد في 19 أبريل 1969 في لندن في المملكة المتحدة.